# 林登·约翰逊
林登·贝恩斯·约翰逊（英語：Lyndon Baines Johnson，1908年8月27日—1973年1月22日），时常缩写称LBJ，美国政治人物，1963年至1969年擔任第36任美国总统，1961年至1963年于约翰·肯尼迪任下为第37任美国副总统。约翰逊为民主党人，来自德克萨斯州，1937年至1949年任众议员，1949年至1961年任参议员。在参议院中他六年任多数党领袖，两年任少数党领袖，两年任多数党党鞭。
约翰逊于1960年参加美国总统选举，未获成功，但此后民主党候选人兼马萨诸塞州联邦参议员约翰·肯尼迪选定其为竞选伙伴。两人在大选中险胜共和党候选人理查德·尼克松，约翰逊亦于1961年1月20日就职为美国副总统。1963年11月22日，肯尼迪遇刺身亡，约翰逊接任美国总统一职，并于1964年总统选举中横扫共和党候选人兼亚利桑那州参议员巴里·戈德华特，连任总统职位。约翰逊以其专横粗暴性格闻名，不时透过「詹森待遇」迫使有权势的政客支持推动其立法。
约翰逊提出了“伟大社会”这一立法举措，推动维护民权、公共广播、联邦医保、医疗补助、教育援助、艺术、城市及乡村发展、公共服务及“向贫穷宣战”。在约翰逊任内，向贫穷宣战政策及经济的发展使数百万美国人脱离了贫困阶层。约翰逊同时签署了一系列民权法案，禁止在公共设施、跨州贸易、工作场所及住房领域进行种族歧视，《选举权法案》则取缔了南方一些州对非裔美国人选举权进行的限制。《1965年移民及国籍法案》则改革了美国的移民体系，以种族为尺度的移民配额制度终结，以国籍为尺度的制度开始实施。
在约翰逊任内，美国在越南战争中的参与程度逐渐升级。1964年，美国国会通过《北部灣決議案》，赋予约翰逊在不经宣战许可的情况下即可在东南亚使用武力的权力。在越美国军事人员数量大幅度上升，自1963年的16,000名非战斗顾问增加至1968年年初的550,000人，大量军事人员直接参与战斗。美军损失数额亦大幅上升，和平进程逐渐陷入僵局，对于战事的不满情绪导致大规模反战运动在美国大学校园及海外地区集中爆发。
1965年起，多数大城市爆发夏季骚乱，犯罪率大幅提升，其政敌开始呼吁施行“法律与秩序”政策。约翰逊上任初期广受民众欢迎，但越南战争及国内社会不稳定导致其支持率逐渐下跌。1968年民主党内部发生分裂，其反战派系对约翰逊进行批判。1968年约翰逊在新罕布什尔州民主党总统初选中惨败，由此使其宣布放弃竞选连任。随后，共和党总统候选人理查德·尼克松在总统大选中胜出，统治美国政治长达36年的新政联盟就此崩溃。1969年1月约翰逊卸任，返回其德克萨斯州牧场度过余生，1973年1月22日因心脏病过世，享年64岁。
史学家称新政时期后的美国现代自由主义在约翰逊任内达到了顶峰。由于其在国内政绩优异，推动立法对民权、枪支管制、原野保护及社会保险等有重大影响，儘管他對外在越戰上受挫，许多史学家对其评价仍旧颇为积极，在美国总统排名中依旧较为靠前。

## 早年歷程
1908年8月27日，林登·贝恩斯·约翰逊出生于美国得克萨斯州吉莱斯皮县斯通沃尔的小农庄，他是五个孩子中的長子。
他的父母小塞缪尔·伊利·约翰逊和利百加·贝恩斯育有三个女孩和两个男孩：约翰逊和他的兄弟，山姆·休斯敦·约翰逊（1914年至1978年） ，和姐妹利百加（1910年至1978年），约瑟法（1912年至1961年）和圣卢西亚（1916年至1997年） 。附近的城镇约翰逊城是以约翰逊的父亲的表弟，詹姆斯·波尔克·约翰逊命名。约翰逊有英格兰，阿尔斯特苏格兰和德国血统。约翰逊的父亲是一名政治家，他是德克萨斯州众议院第89区的民主党成员，也曾在德克萨斯州立法机构中任职。
约翰逊的祖父老塞缪尔·伊利·约翰逊，是一名生意人和政治家。当约翰逊十二岁的时候，他曾经告诉同学们：“你知道的，有一天我将成为美国总统。”在学校里，约翰逊是一个笨拙但健谈的青年。他于1924年毕业于约翰逊城高中，在那里他参加了公共演讲，辩论和棒球。
1924年，从高中毕业之后，约翰逊不愿读大学，与五个朋友一起，开着一辆二手的福特汽车，打算到加利福尼亚州去闯荡。在两年多的时间内，他做过洗碗工、苹果采摘员和电梯修理员等工作。1926年，约翰逊回到家中。
1927年，在家人和亲友的劝导下约翰逊开始就读于德克萨斯州立大学。为了完成学业，约翰逊先后做过垃圾清理员、助理管理员，最后成为了校长的助理秘书。
1930年毕业于德克薩斯州立大學。1930年至1932年於休斯顿某学校教授演说和辩论。1931年受聘於克莱伯格议员，擔任祕書工作。
1935年被富兰克林·德拉诺·罗斯福总统任命为全国学生事务管理局德克萨斯州负责人。任职期间他成绩卓著。
1936年当选为国会众议员，其後連任五屆。1948年当选为国会参议员。
1951年擔任参议院議員一職仅3年即成为参议院多數黨领袖，並于1954年成功連任。

## 軍事生涯

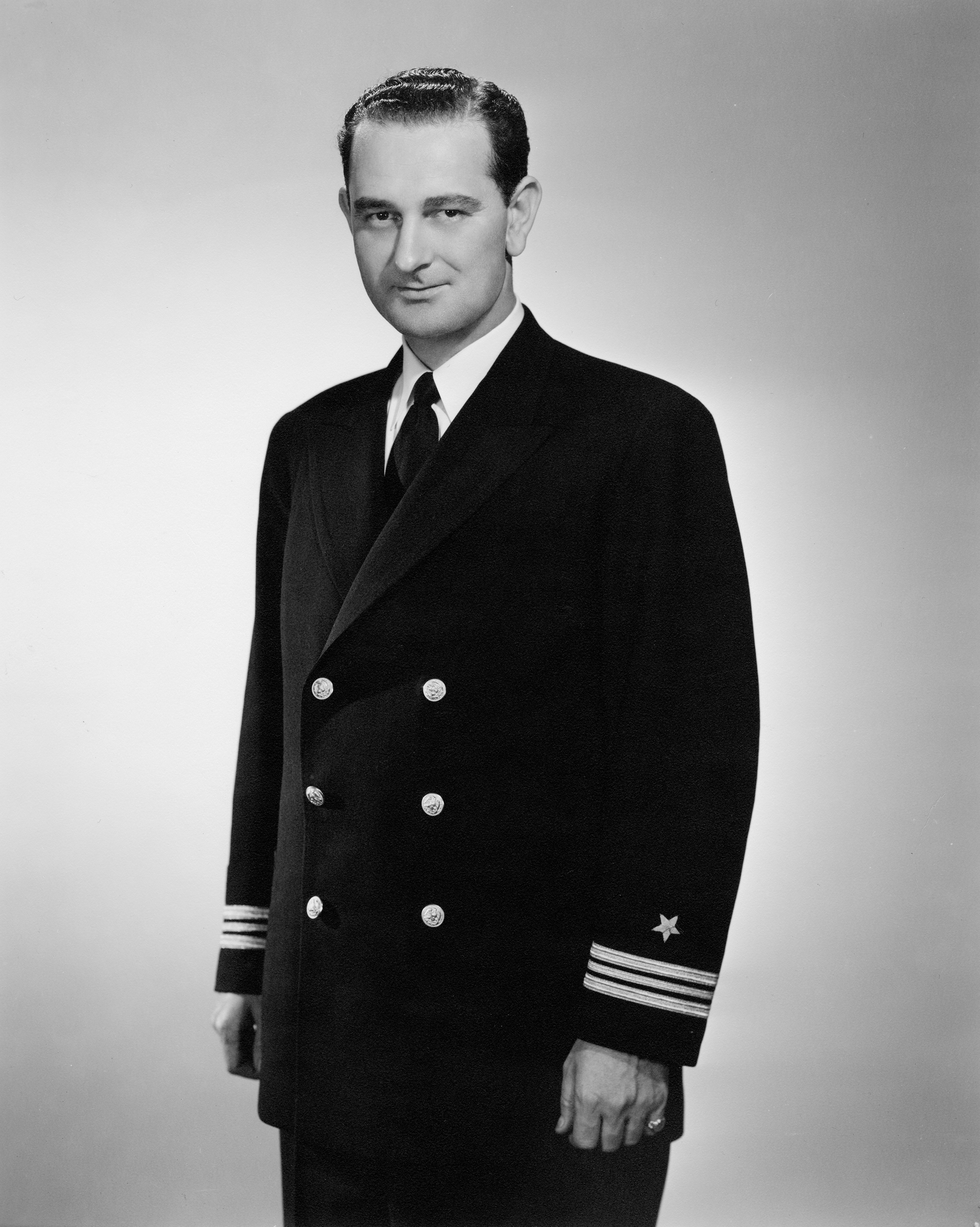
海軍少校詹森，1942年

在二次大戰時擔任海軍少校。在某次視察途中座機被日本海軍王牌飛行員坂井三郎擊傷，幸無大礙。

## 副总统生涯
1960年，詹森未能获得民主党总统候选人提名，轉而接受肯尼迪提名为副总统的建议。
1963年11月22日，肯尼迪总统在德克萨斯州达拉斯遇刺身亡，副总统詹森隨即在达拉斯机场的空军一号总统专机的机舱裡宣誓就职，成为美国第36任总统。
詹森曾被列為暗殺甘迺迪主要懷疑對象，以致於美國政府1979年重新組織了美國眾議院暗殺調查專責委員會（HSCA）進行調查並否定了一些陰謀論說法。現在華倫報告和HSCA報告都已經全文在網路上公開。

## 总统生涯
在继任总统一职後，1964年约翰逊以相当大的差距擊敗共和黨候選人高華德當選美國總統。

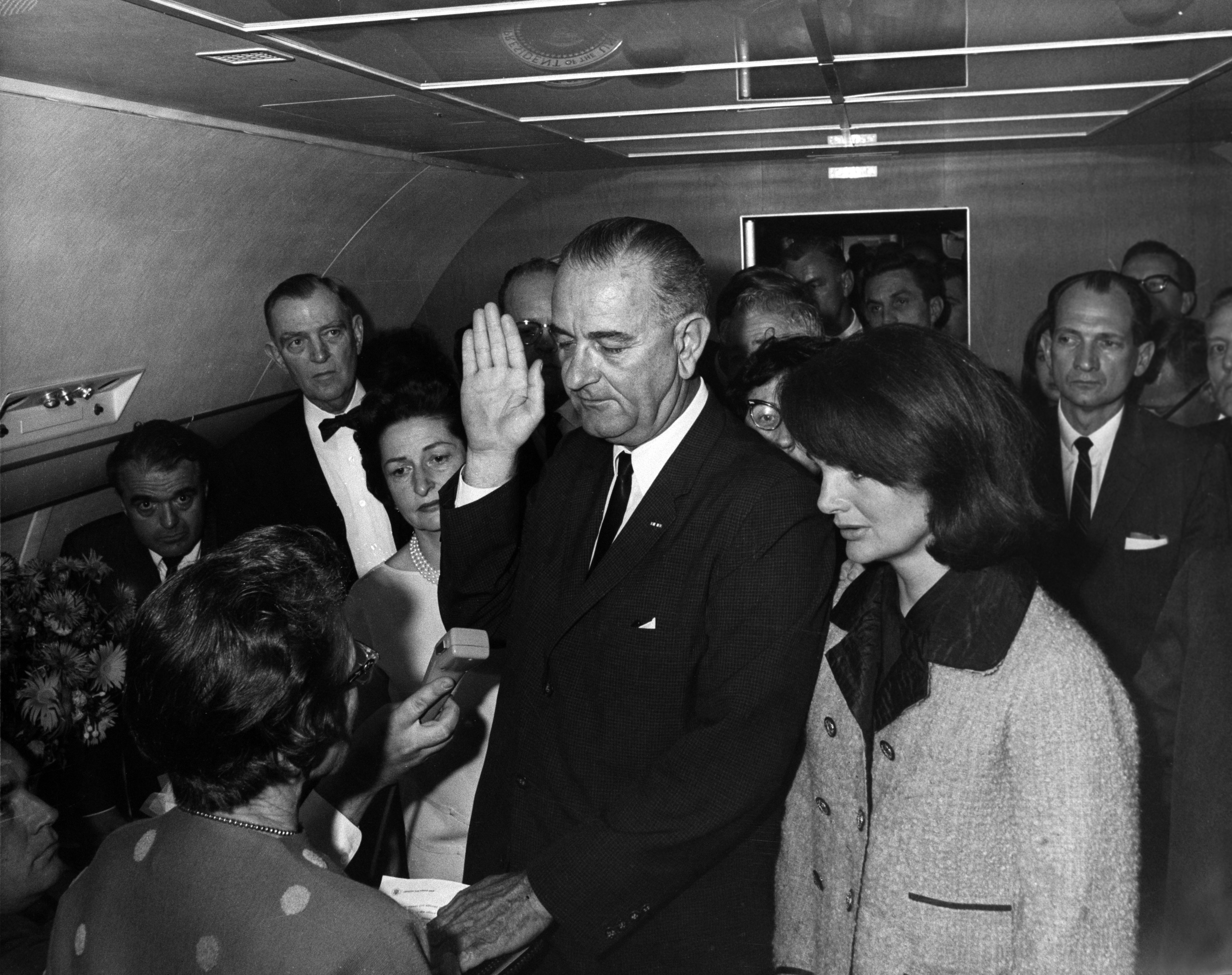
1963年11月，詹森在空軍一號的機艙內宣誓繼任美國總統

### 內政
在内政上，约翰逊总统提出了与“新政”、“公平施政”、“新边疆”一脉相承的改革计划，即“伟大社会”施政纲领。
在位期间，他不遗餘力地推行各项福利法案、簽署民权法案、消灭贫穷法案和减税法，他的著名的“向贫穷开战”的口号，引导全国在生活富裕时考虑到饥饿和匮乏的棘手问题。

### 外交

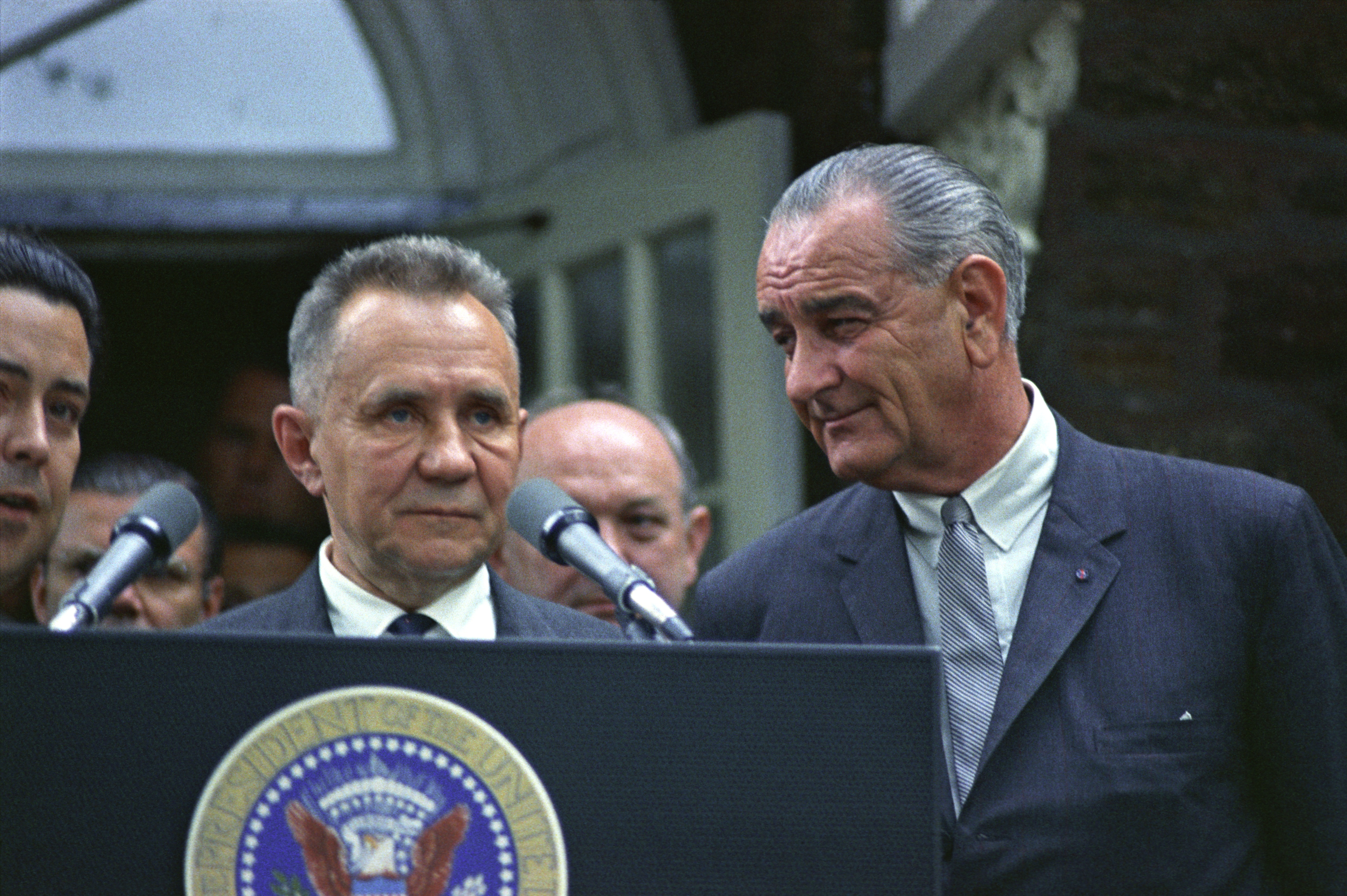
苏联总理阿列克谢·柯西金和美国总统林登·约翰逊在1967年葛拉斯堡罗峰会上

外交上，不但奉行前任總統約翰·甘迺迪的既订政策繼續支持南越，更積極直接以美軍介入越战，由於美軍士兵在越戰中傷亡慘重，其政策遭到了国内外普遍反对，當時就一句諷刺性口號「嘿！嘿！约翰逊！今天你害死多少命？」（Hey, hey, LBJ, how many kids did you kill today?）表達對他在越戰政策的不滿，他也因而賠上政治前途。

### 太空计划

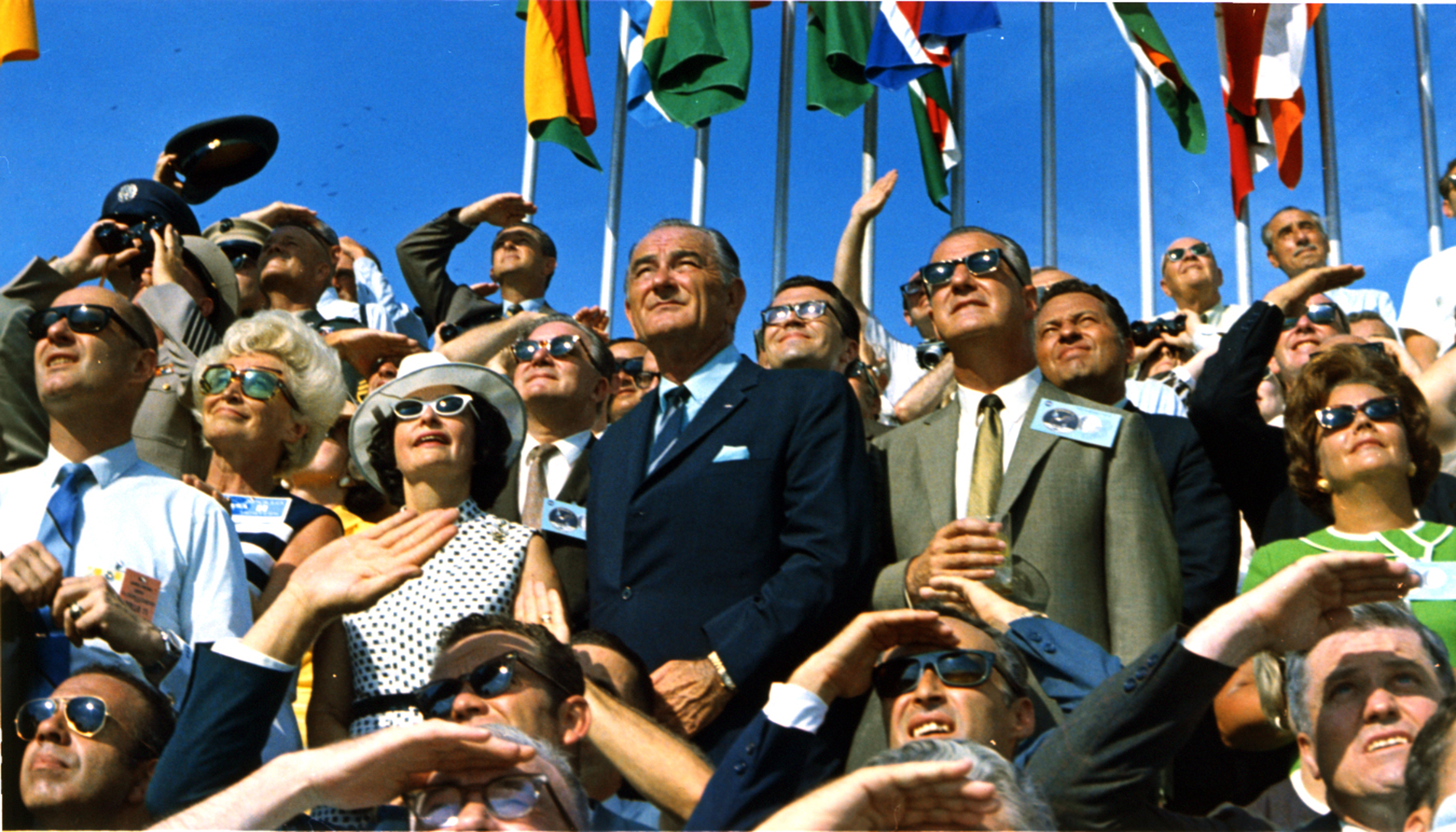
前总统约翰逊（左中）和副总统斯皮罗·阿格纽（右中）见证了阿波罗11号的升空。

在约翰逊执政期间，美国国家航空航天局执行了双子座计划，研发了土星五号运载火箭及其发射设施，并准备进行首次载人阿波罗计划飞行。1967年1月27日，当阿波罗1号全体机组人员在发射台进行航天器测试期间在机舱火灾中丧生，使阿波罗停在轨道上时，整个国家大为震惊。约翰逊没有任命另一个沃伦式的委员会，而是接受了行政长官詹姆斯·韦伯的要求，要求美国宇航局进行调查，并向国会和总统负责。约翰逊通过国会和新闻界的争议保持了对阿波罗的坚定支持，该计划得以恢复。在约翰逊任期结束时完成了前两个载人飞行任务，即阿波罗7号和首次载人飞行，即阿波罗8号。他向阿波罗8号船员表示祝贺，他说：“您已经将我们……全世界的所有人带入了一个新时代。”。1969年7月16日，约翰逊参加了发射首次登月任务阿波罗11号，成为第一位见证火箭发射的前任或现任美国总统。

### 越南战争

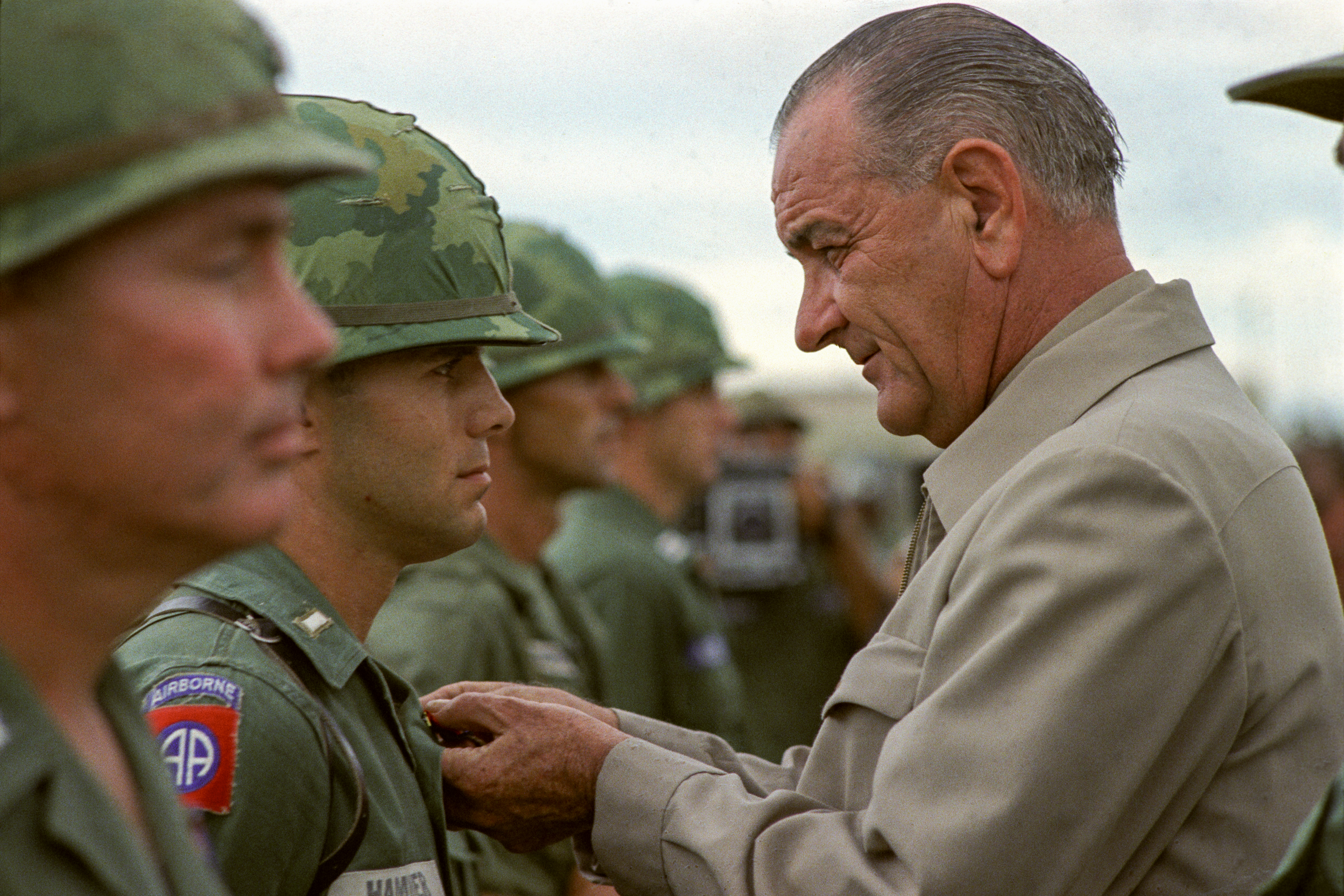
1966年，约翰逊总统访问了于越南作战的美军部队。

在肯尼迪去世时，有16,000名美国军事人员驻扎在越南，在对北越的战争中支持南越。越南在1954年的日内瓦会议上被划分为两个国家，北越由共产主义政府领导。约翰逊赞同越南的多米诺骨牌理论和围堵政策，该政策要求美国认真努力阻止所有共产主义的扩张。约翰逊上任后立即撤销了肯尼迪在1963年底前撤出1,000名军事人员的命令。1964年夏末，约翰逊严重质疑留在越南的价值，但在会见国务卿迪安·腊斯克和美国参谋长联席会议主席马克斯维尔·泰勒后，约翰逊宣布他准备“在我们有了基地后做更多事情”或者当西贡在政治上更加稳定时再考虑撤军。在东京湾事件之后，约翰逊扩大了美军的人数和角色。

### 被迫放棄連任
1968年美國總統選舉，依據美國憲法第二十二修正案，由於繼任原總統任期不超過兩年，因此约翰逊有資格再度競選連任，但因為國內反越戰聲音，约翰逊在新罕布什爾州初選中僅以49%對42%微弱優勢取勝，加上他在黨的權力及地位日益受到挑戰，黨內多位候選人包括羅伯特·甘迺迪也參選，他最終被迫以雪曼式聲明宣布不再參選而放棄連任，轉而支持副總統休伯特·汉弗莱。汉弗莱在當年充滿血腥暴力的黨大會取得提名，最終仍敗給前副總統、共和黨的尼克森。

## 卸任后生活

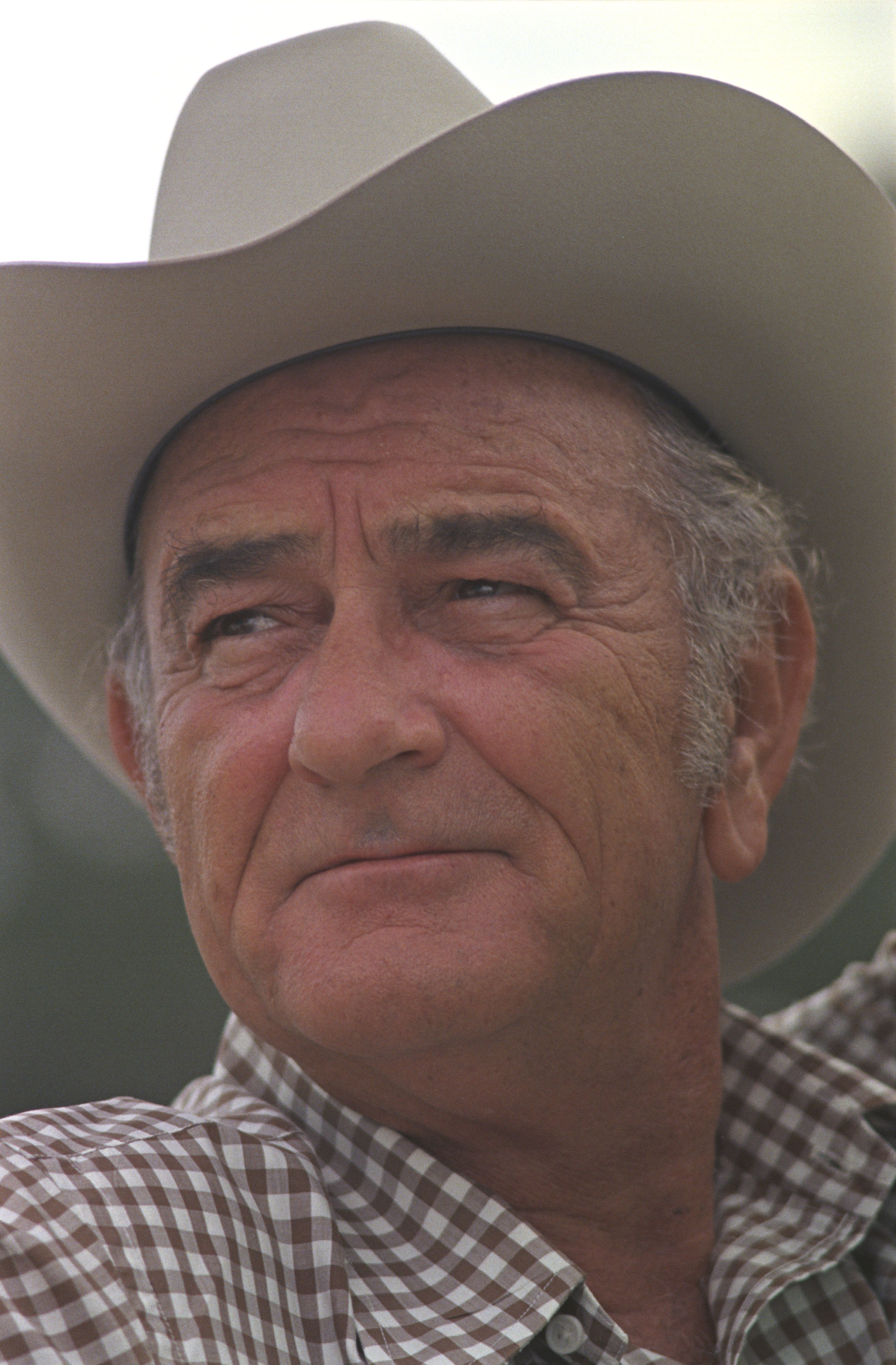
1972年的约翰逊

1969年1月卸任总统后，约翰逊在前助手兼演讲稿撰稿人哈里·米德尔顿的陪同下回到他位于德克萨斯州斯通沃尔的牧场，后者将起草约翰逊的第一本书《我们面临的选择》，并与他一起撰写回忆录标题为《优势点：1963-1969年总统任期的观点》，这本回忆录发表于1971年。同年，林登·约翰逊总统图书馆暨博物馆在德克萨斯大学奥斯汀分校的校园内开幕。他将自己的得克萨斯州牧场捐赠给了公众，以组成林登·贝恩斯·约翰逊国家历史公园，但条件是该牧场“应保持正常运转，而不是成为过去的贫瘠遗迹”。
约翰逊在外交政策方面给予尼克松很高的评价，但依然担心他的继任者被迫在南越能够拥有自卫能力之前过快地将美军撤出南越。约翰逊对此警告说：“如果南方落入共产党手中，我们可能会在国内遭受到严重的反抗声浪。”

### 健康問題
约翰逊多年來大量吸煙，侵害他的健康（平均每天抽60根香煙），而終身成為老菸槍，再加上不良飲食習慣和壓力，一直有嚴重的心臟病，在逝世前已經有兩次心臟病發。第一次是在1955年7月引發幾乎致命的心臟病，令他開始戒煙。然而1969年離開橢圓形辦公室後，他又開始吸煙，此後一直戒不了烟，因而在1972年4月第二次心臟病發。
1967年，在他60歲時，約翰遜曾秘密委託精算師預測他的壽命，結果顯示他只能活到64歲，即是有可能會在他的第二任期內逝世，這亦是他放棄參與1968年總統選舉的原因之一。後來，精算師的預測成真了。

## 逝世和葬禮

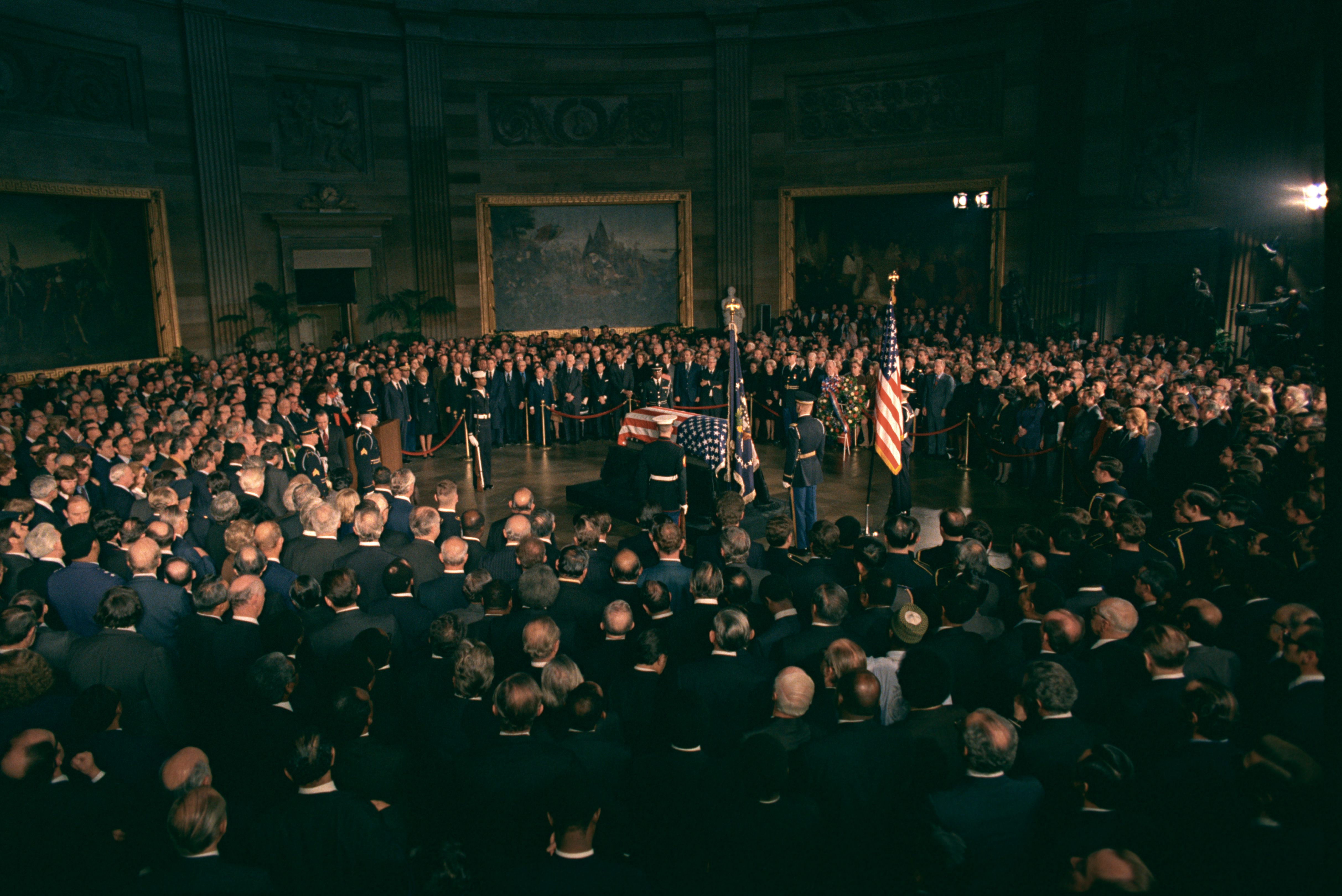
前總統詹森的靈柩停置在國會大廈的狀態。

度过四年卸任生活後，1973年1月22日，约翰逊因心肌梗塞於德克萨斯州自營牧场內逝世，享年64歲。此時正值尼克森總統的第二任期，假如本來詹森成功連任，他就會於卸任兩天後過世。隨派保護前總統的特勤局特工發現约翰逊在床上病逝时，他仍握着自己手上的電話。他最後一次公開露面是在近一個月前，前總統杜魯門的葬禮上。
詹森逝世後不久，他的新聞秘書湯姆·詹森（Tom Johnson）通知CBS的華特·克朗凱，克朗凱当時在CBS晚間新聞直播一份关于越南的報告。克朗凱中断直播以连线湯姆，随后向观众宣布了前总统逝世的消息。詹森的國葬在國會大廈舉行，時任總統尼克森出席。

## 名言
- “和平是一段漫长的旅程，必须一步步地走。（Peace is a journey of a thousand miles and it must be taken one step at a time.）”

## 著作
林登•贝•约翰逊《约翰逊回忆录》1971，中文版1973上海人民出版社

## 基因
根据其家族基因检测结果，约翰逊的Y染色体单倍群属于E1b1b1。

## 延伸閱讀
- Andrew, John A. . Chicago, IL: Ivan R. Dee. 1999. ISBN 978-1566631853. OCLC 37884743.
- Berman, Larry. Lyndon Johnson's War: The Road to Stalemate in Vietnam (1991)
- Bernstein, Irving. . New York, NY: Oxford University Press. 1996. ISBN 978-0195063127.
- Bornet, Vaughn Davis. . Lawrence: University Press of Kansas. 1983. ISBN 978-0700602421.

| 美国政治职务       | 美国政治职务             | 美国政治职务         |
| ------------------ | ------------------------ | -------------------- |
| 前任： 约翰·肯尼迪 | 美国总统 1963年—1969年   | 繼任： 理查德·尼克松 |
| 前任： 理查·尼克森 | 美国副总统 1961年—1963年 | 繼任： 休伯特·汉弗莱 |